# ヘリシティー (素粒子)
ヘリシティー（英: helicity）は、粒子のスピンの回転方向を表す数値である。その値が－のものを左巻き、＋のものを右巻きと呼ぶ。

## 概要
数学的には、スピン{\displaystyle {\vec {S}}}の運動量の向き{\displaystyle {\hat {p}}}への射影として、次のように表される:
{\displaystyle h={\vec {S}}\cdot {\hat {p}},\qquad {\hat {p}}={\vec {p}}/|{\vec {p}}|}
ある軸に関するスピンの固有値は離散的な値なので、ヘリシティーの固有値は離散的である。スピンSの粒子について、ヘリシティーの固有値はS, S − 1, ..., −Sである。スピンSの粒子で計測されるヘリシティーは−Sから+Sの範囲を取りうる。ヘリシティーは、{\displaystyle {\vec {S}}}の代わりに全角運動量演算子{\displaystyle {\vec {J}}}によって等価に書き表すことができる。これは、線運動量に沿った軌道角運動量の射影は次のように０になるためである:
{\displaystyle {\vec {L}}\cdot {\vec {p}}=0\ .}
3 + 1次元において、質量を持たない粒子についての小群はSE(2)の二重被覆である。これは、SE(2)の"並進"に対して不変でありSE(2)のθ回転に対してeihθ変換を行うユニタリ表現を持つ。これはヘリシティーh表現である。SE(2)の並進に対して非自明に変換を行う別のユニタリ表現もある。これは、連続スピン表現である。
d + 1次元において、小群はSE(d − 1) の二重被覆である。（d ≤ 2の場合はエニオンなどのためにさらに複雑である。）前述のように、"標準"表現（SE(d − 1)の"並進"）および"連続スピン"表現に対して変換を行わない（不変である）ユニタリ表現が存在する。
質量を持たないスピン-1⁄2粒子にとって、ヘリシティーは{\displaystyle \hbar /2}倍されたカイラル演算子と等価である。